# Pont Napoléon (Tours)
Pour les articles homonymes, voir Pont Napoléon.
Le pont Napoléon, construit entre 1957 et 1960, est un pont routier franchissant la Loire et reliant les communes de Saint-Cyr-sur-Loire au nord, et Tours au sud, il enjambe également l'île Simon.

## Origine
Le premier franchissement de la Loire à cet endroit est mis en service en 1855 sous le nom "Pont Bonaparte". Ce premier pont suspendu est détruit en 1870 puis reconstruit à l'identique en 1872 sous le nom "Pont de Saint-Cyr". Ce deuxième pont est quant à lui détruit en 1936. Alors qu'un troisième pont était en cours de construction à ce même emplacement, l'armée allemande le fait sauter en août 1944. À partir de la fin de la guerre une passerelle provisoire est mise en place jusqu'à l'ouverture du nouveau pont Napoléon en 1960.

## Situation et accès
Le pont Napoléon relie le quai de la Loire au nord, à la rue des Tanneurs et à l'avenue Prudhon au sud. Dans le sens de l'écoulement du fleuve, il s'agit de l'avant-dernier pont routier et du dernier pont praticable par les piétons et cyclistes pour franchir la Loire sur la commune de Tours. Il traverse et dessert l'île Simon, qui n'est cependant pas accessible aux voitures (sauf véhicules des services publics). En rive gauche, côté Tours, le pont Napoléon permet notamment d'accéder au site des Tanneurs tout proche (antenne de l'université de Tours), ainsi que l'accès au quais de la Loire, traversant toute la ville de Tours sur un axe est-ouest.

## Description
Mis en service en 1960 il s'agit d'un ouvrage en béton armé, de type pont en arc, d'une longueur totale de 395 mètres pour une largeur de 16,34 mètres. Il supporte trois voies de circulation routières (deux dans le sens nord-sud, une dans le sens sud-nord), ses trottoirs sont aménagés pour permettre la circulation des cyclistes.